# Arnaud d'Audenarde
Arnoul IV d'Audenarde (Oudenarde) (~1180-1242), Maître d'Audenarde et Pamele, était bailli de la Flandre.
Il était à Marmande en 1219.

## Source
- Hystoria Albigensis - Commentaires de Pascal Guébin & Henri Maisonneuve.[réf. incomplète]